# Кубок Экстраклассы
Ку́бок Экстракла́ссы — (пол. Puchar Ekstraklasy) — это ежегодное соревнование для футбольных клубов, проводимое обществом Экстракласса (Ekstraklasa S.A.). Разыгрывалось с 2006 года по 2009 года, являлся наследником Кубка Польской лиги.

## Участники
В розыгрыше Кубка право участия имеют все клубы Первой лиги Польши.

## Система розыгрыша
Розыгрыш проводится в двух фазах — первой групповой и второй — по системе с выбыванием.

## Финалы
| Год  | Победитель    | Финалист                 | Счёт          | Город                  |
| ---- | ------------- | ------------------------ | ------------- | ---------------------- |
| 1952 | Вавел         | Краковия                 | 5-1           | Варшава                |
| 1953 | не проводился | не проводился            | не проводился | не проводился          |
| -    | не проводился | не проводился            | не проводился | не проводился          |
| 1976 | не проводился | не проводился            | не проводился | не проводился          |
| 1977 | Одра (Ополе)  | Видзев                   | 3-1           | Ченстохова             |
| 1978 | Гурник        | Заглембе (Сосновец)      | 2-0           | Забже                  |
| 1979 | не проводился | не проводился            | не проводился | не проводился          |
| -    | не проводился | не проводился            | не проводился | не проводился          |
| 1999 | не проводился | не проводился            | не проводился | не проводился          |
| 2000 | Полония       | Легия                    | 2-1           | Варшава                |
| 2001 | Висла         | Заглембе (Любин)         | 3-0, 1-2      | Любин и Краков         |
| 2002 | Легия         | Висла                    | 3-0, 1-2      | Варшава и Краков       |
| 2003 | не проводился | не проводился            | не проводился | не проводился          |
| -    | не проводился | не проводился            | не проводился | не проводился          |
| 2006 | не проводился | не проводился            | не проводился | не проводился          |
| 2007 | Дискоболия    | Белхатув                 | 1-0           | Белхатув               |
| 2008 | Дискоболия    | Легия                    | 4-1           | Гродзиск-Велькопольски |
| 2009 | Шлёнск        | Одра (Водзислав-Слёнски) | 1-0           | Водзислав-Слёнски      |

## Лучшие клубы
| # | Клуб                     | Побед | Финалист |
| - | ------------------------ | ----- | -------- |
| 1 | Дискоболия               | 2     | 0        |
| 2 | Легия                    | 1     | 2        |
| 3 | Висла                    | 1     | 1        |
| 4 | Одра (Ополе)             | 1     | 0        |
| - | Полония                  | 1     | 0        |
| - | Шлёнск                   | 1     | 0        |
| 7 | Белхатув                 | 0     | 1        |
| - | Одра (Водзислав-Слёнски) | 0     | 1        |
| - | Видзев                   | 0     | 1        |
| - | Заглембе (Любин)         | 0     | 1        |